# LFH60

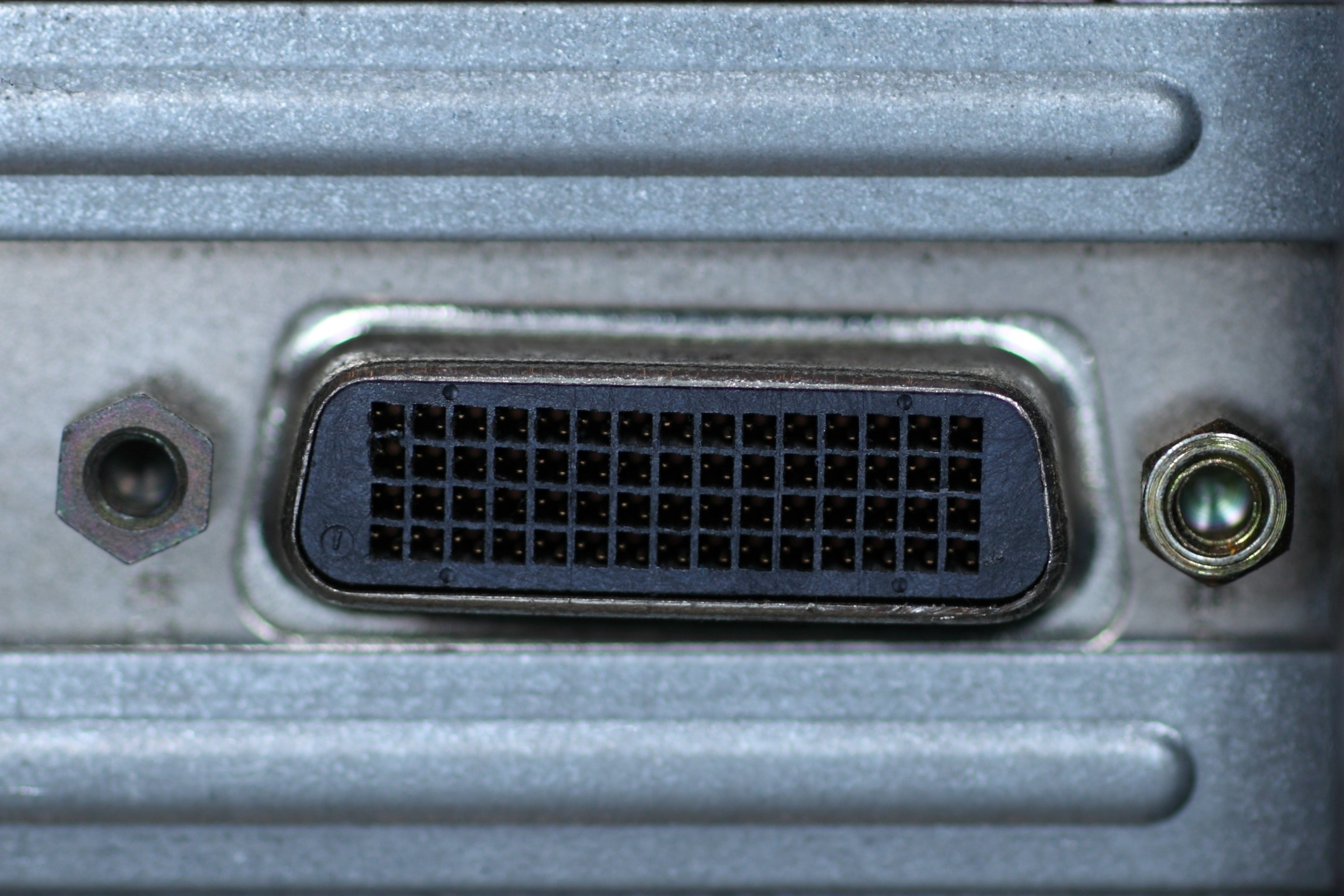
Złącze LFH60F

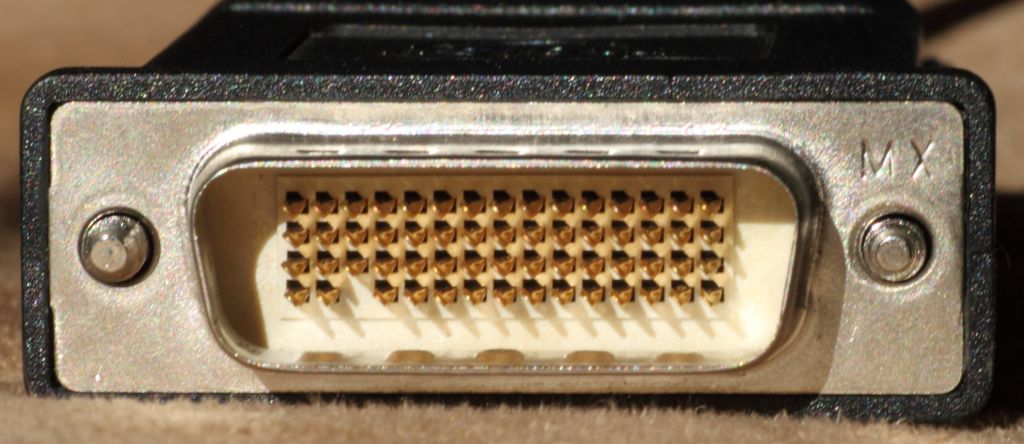
DMS-59 connector (bez pinu 58)

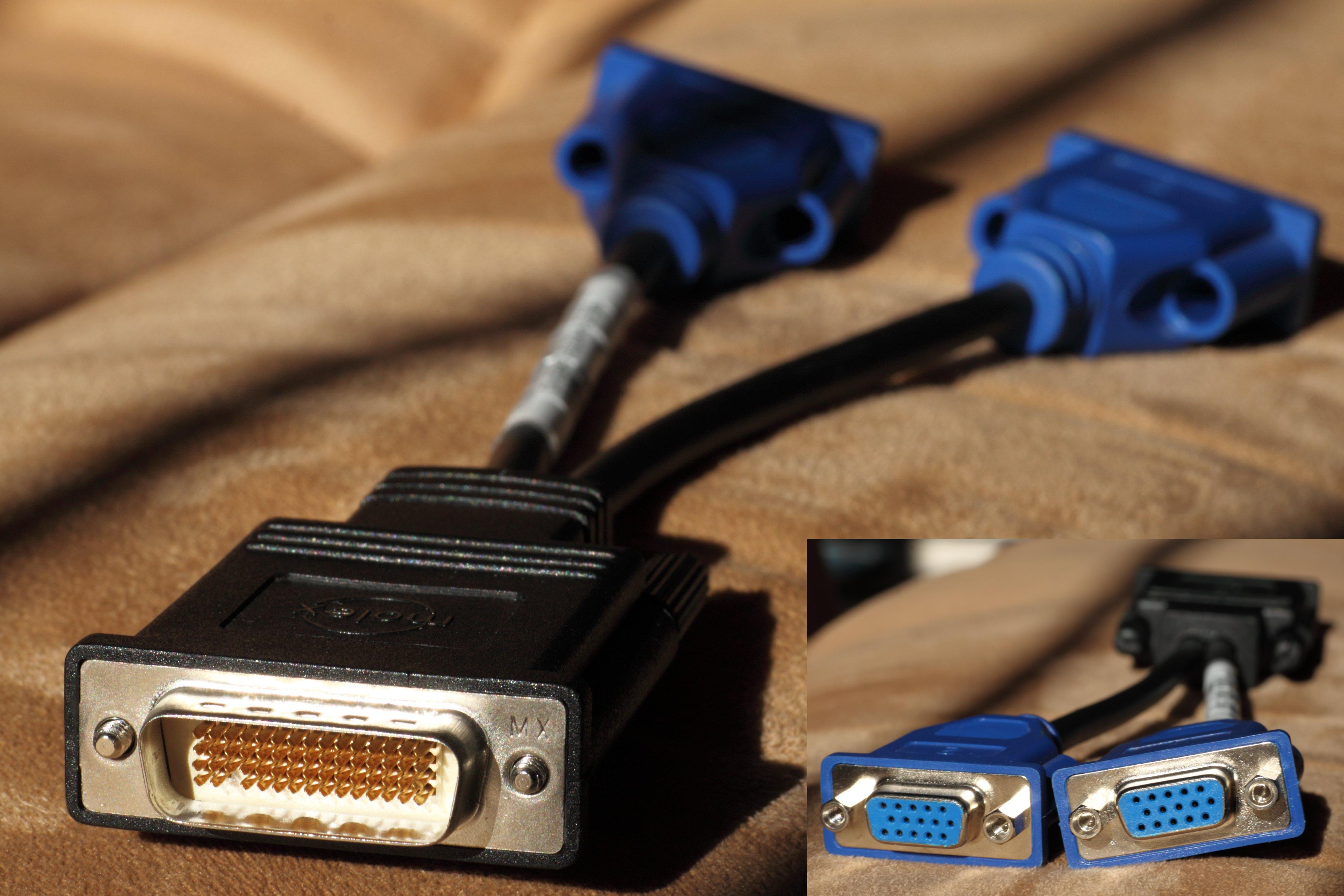
DMS-59 VGA adapter (bez pinu 58)

LFH60 (ang. Low Force Helix 60) - 60 pinowe złącze  (4 rzędy po 15 pinów) z sygnałem przeznaczony dla analogowych i cyfrowych odbiorników.
Złącze LFH jest typowo używane do podłączania kilku monitorów do jednej karty graficznej posiadającej takie złącze.